# Willem Isaäc Doude van Troostwijk (1894-1965)

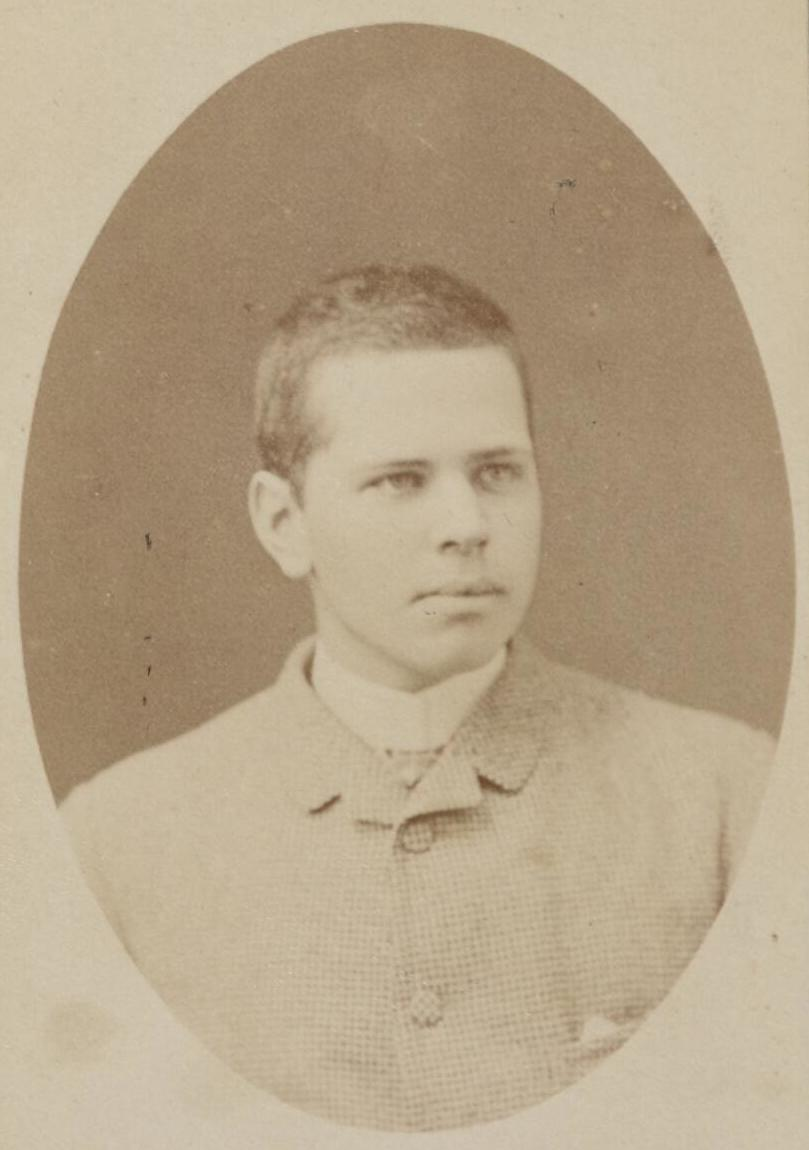
W.I. Doude van Troostwijk op jeugdige leeftijd

Willem Isaäc Doude van Troostwijk (Loenen, 22 november 1894 - Utrecht, 12 juli 1965) was een Nederlands politicus.
Hij werd geboren op de buitenplaats Over-Holland als zoon van Hendrik Jacob Doude van Troostwijk (1862-1925; advocaat) en jkvr. Jacoba Henriëtta Marianna Agatha Clifford (1868-1927). Hij werd vernoemd naar zijn opa Willem Iaaäc Doude van Troostwijk (1838-1911) die burgemeester was van onder andere Loenen, waar ook zijn vader is burgemeester geweest. Zelf was hij, na te zijn afgestudeerd in de rechten, van 1924 tot 1928 burgemeester van Nederhorst den Berg. In 1931 volgde zijn benoeming tot burgemeester van Maurik en in 1934 werd hij de burgemeester van Loenen.
Willem Isaäc huwde op 1 september 1932 met Albertine Mary Vinke (1911-2003), kleindochter van de ondernemer Albertus Vinke (1838-1911). 
In 1945 werd hij ontslagen waarop zijn broer en NSB'er Hendrik Jacob Doude van Troostwijk hem opvolgde. Na de bevrijding keerde W.I. Doude van Troostwijk terug als burgemeester van Loenen. In 1946 werd hij tevens burgemeester van de gemeenten Loenersloot en Ruwiel. Na zijn pensionering in 1959 bleef hij aan als waarnemend burgemeester van die drie gemeenten tot de Utrechtse gemeentelijke herindeling in 1964. Hij overleed in 1965 op 70-jarige leeftijd in het Diakonessenhuis in Utrecht.